# Funk Power 1970: A Brand New Thang
Funk Power 1970: A Brand New Thang é a terceira de diversas coletâneas lançadas pela Polydor Records cobrindo os vários períodos da carreira de James Brown. Esta cobre o ano de 1970.

## Lista de faixas
1. Get Up I Feel Like Being a Sex Machine - 5:16
2. Super Bad - 9:03
3. Since You Been Gone - 4:58
  - mix original inédito
4. Give It Up or Turn It a Loose - 6:24
  - mix sem edições e sem overdubs
5. There Was a Time (I Got to Move) - 7:20
  - inédita
6. Talkin' Loud and Sayin' Nothing - 14:42
  - versão completa inédita
7. Get Up, Get into It, Get Involved - 7:06
8. Soul Power - 12:05
  - versão completa inédita
9. Get Up I Feel Like Being a Sex Machine - 10:31
  - mix inédito sem overdubs
10. Fight Against Drug Abuse (Public Service Announcement) - 0:34